# 中央精神文明建设办公室
中央精神文明建设办公室，为中共中央宣传部对外加挂的牌子。

## 沿革
1997年4月21日，中共中央发出《关于成立中央精神文明建设指导委员会的通知》，同时组建中央精神文明建设指导委员会办公室（简称中央文明办），作为中央精神文明建设指导委员会正部级办事机构，设在中共中央宣传部，由中央宣传部代管。改革前，中央文明办设置秘书局、一局、二局、三局。中央文明办主任一般由中宣部常务副部长兼任。

## 职责
根据有关规定，中央精神文明建设办公室承担下列职能：
1. 按照中央精神文明建设指导委员会的工作安排，做好组织协调、督促落实工作。
2. 调查了解党的十四届六中全会决议贯彻落实的情况，研究分析精神文明建设的新情况新问题，及时向中央精神文明建设指导委员会反映并提出建议。
3. 组织精神文明建设工作经验的交流推广。
4. 负责委员会的文秘、会务工作。管理中央级文化事业建设费。
5. 完成委员会交办的其他事项。

## 机构设置
机构改革后，中国共产党中央委员会宣传部对外保留中央精神文明建设办公室牌子。中共中央宣传部在精神文明建设方面设置下列机构：

### 内设机构
- 文明创建局
- 文明培育局
- 文明实践局

## 历任领导
中央精神文明建设指导委员会办公室主任
1. 刘云山（1997年10月－2002年11月）[1]
2. 胡振民（2002年11月－2005年12月）
3. 吉炳轩（2005年12月－2008年4月）
4. 雒树刚（2008年4月－2014年12月）
5. 黄坤明（2014年12月－2017年10月）
6. 王晓晖（2017年10月－2022年4月）[2]
7. 李书磊（2022年4月－2023年3月）